# 小鴨站
小鴨站（日语：／ Ogamo eki */?）是位於鳥取縣倉吉市小鴨，日本國有鐵道（國鐵）倉吉線的鐵路車站（廢站）。

## 歷史
- 1941年（昭和16年）5月17日：倉吉線倉吉站（後來名為打吹站）至關金站之間開通，此站啟用（一般車站）[1]。
- 1958年（昭和33年）11月1日：結束行李和貨物起卸業務[1]，同時此站成為無人車站。
- 1985年（昭和60年）4月1日：倉吉線全線廢除，此站也被廢除[1]。

## 車站構造
此站是地面車站，設有1面1線的單式月台。站內設有候車室和小型站舍。

## 車站周邊
- 倉吉市立小鴨小學（日语：倉吉市立小鴨小学校）
- 倉吉中河原簡易郵局
- 國道313號（日语：国道313号）
- 日交巴士（日语：日本交通 (鳥取)）「中河原」巴士站

## 現狀
站舍和月台已經被撤走。車站遺址建設了公園（Road Station小鴨）和廁所。
另外，上小鴨站至西倉吉站之間的路軌遺址變成了行人道「花和綠之親鄰路」（鳥取縣道501號倉吉東鄉單車徑線），此站是中間地點。

## 相鄰車站
日本國有鐵道
倉吉線
西倉吉－小鴨－上小鴨

## 注腳
1. 1 2 3 4 5  石野哲（編）.  初版. JTB. 1998-10-01: 327. ISBN 978-4-533-02980-6 （日语）.

## 相關項目
- 日本鐵路車站列表 O

## 外部連結
- 舊國鐵倉吉線廢線跡探訪地圖 （页面存档备份，存于）（日語） (PDF) - 倉吉市